# 教えて...!トゥインクル☆
「教えて...!トゥインクル☆」は、吉武千颯のシングル。2019年8月7日にマーベラスから発売。

## 概要
テレビアニメ『スター☆トゥインクルプリキュア』の後期エンディングテーマを収録したシングル。前期エンディング「パペピプ☆ロマンチック」から引き続き吉武千颯が歌唱を担当している。カップリング曲として、上坂すみれが演じるユニ（宇宙怪盗ブルーキャット/キュアコスモ）が変身した宇宙アイドル「マオ」による挿入歌「コズミック☆ミステリー☆ガール」を収録している。
前作同様DVD付属盤と通常盤の2種類が発売されており、DVD付属盤には後期版のオープニングとエンディングのノンテロップムービーが収録されている。エンディング「教えて...!トゥインクル☆」の振り付けは振付稼業air:manが担当している。また、初回限定封入特典として、いずれの盤にもジャケットサイズ・ステッカーと、2019年9月28日に開催されたライブイベント「スター☆トゥインクルプリキュアLIVE2019 KIRA☆YABA!イマジネーションライブ」の先行抽選応募券が封入されている。CDジャケットには5人のプリキュアが描かれている。

## 収録曲
1. 教えて...!トゥインクル☆
歌：吉武千颯
作詞・作曲：MUTEKI DEAD SNAKE、編曲：生田真心
  - 朝日放送テレビ・テレビ朝日系列テレビアニメ『スター☆トゥインクルプリキュア』後期エンディングテーマ
  - 東映系映画『魔進戦隊キラメイジャー エピソードZERO』スペシャルエンディングテーマ
2. コズミック☆ミステリー☆ガール
歌：マオ（CV：上坂すみれ）
作詞：大森祥子、作曲・編曲：渡辺剛
  - 朝日放送テレビ・テレビ朝日系列テレビアニメ『スター☆トゥインクルプリキュア』挿入歌
3. 教えて...!トゥインクル☆（オリジナル・メロディー入り・カラオケ／オリジナル・カラオケ）
CD+DVD盤はオリジナル・メロディー入り・カラオケ、通常盤はオリジナル・カラオケという仕様になっている。
4. コズミック☆ミステリー☆ガール（オリジナル・メロディー入り・カラオケ／オリジナル・カラオケ）
CD+DVD盤はオリジナル・メロディー入り・カラオケ、通常盤はオリジナル・カラオケという仕様になっている。

### DVD（CD+DVD盤のみ同梱）
1. オープニング「キラリ☆彡スター☆トゥインクルプリキュア」後期ノンテロップ映像
2. 後期エンディング「教えて...!トゥインクル☆」ノンテロップ映像